# マイケル・ルース

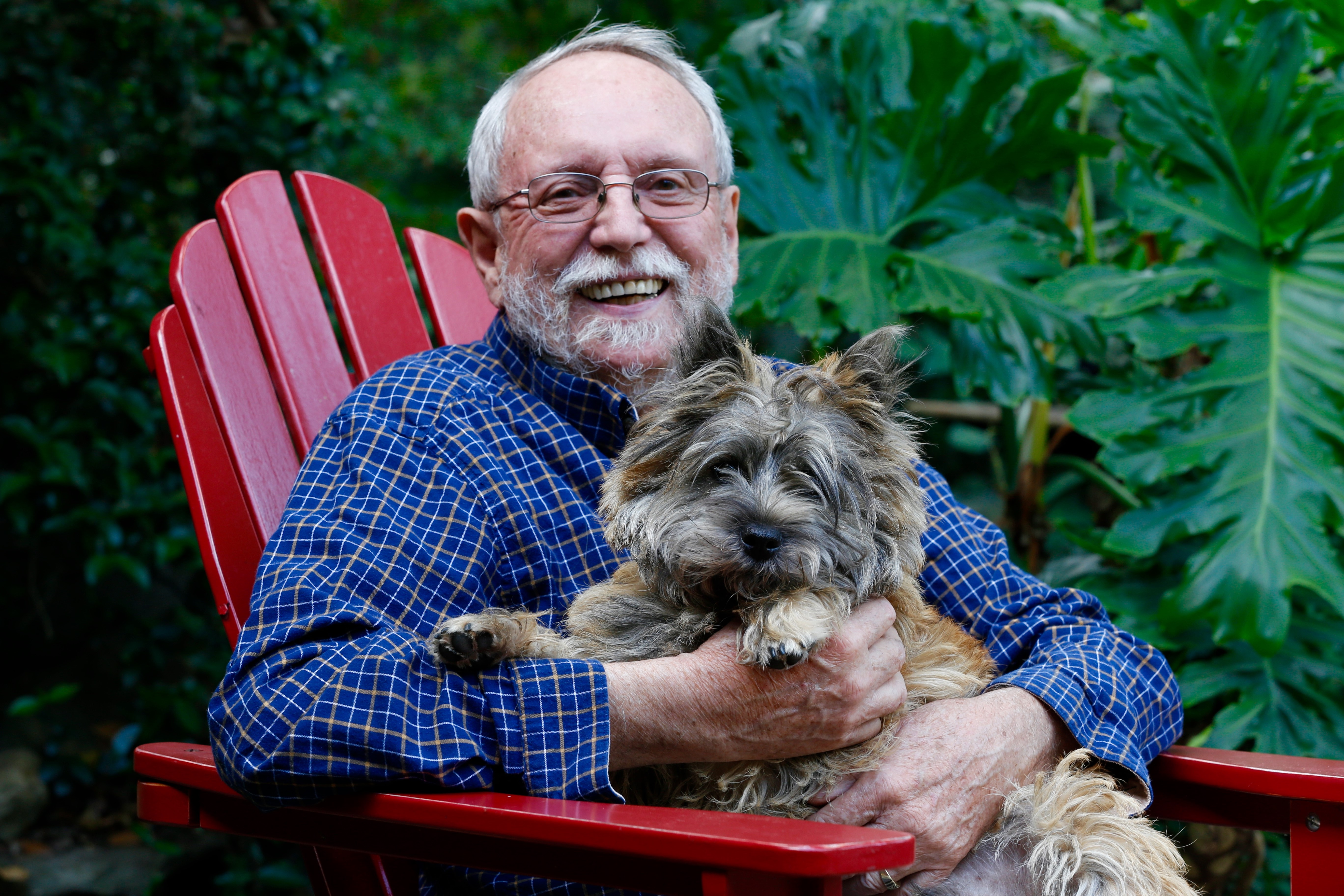
愛犬と

マイケル・ルース（Michael Ruse、1940年6月21日 - 2024年11月1日）は、イギリス生まれの科学哲学者、特に生物哲学を専門とする。創造論と進化生物学の論争に関する研究でよく知られている。

## 人物
彼はイギリスのバーミンガムで生まれ、ブリストル大学で学士（1962年）、マクマスター大学で修士（1964年）、ブリストル大学で博士号を取得した（1970）。35年間カナダのゲルフ大学で教え、ゲルフ大学を定年退職した後はフロリダ州立大学で哲学を教えている。1986年にカナダ王立協会とアメリカのAAASの会員に選ばれた。ベルゲン大学、ニューブルンスウィック大学などから名誉博士号を受けている。
ルースは1981年に起きた創造科学を公立学校で教えることを許可したアーカンソー州法に対する裁判の、原告側の著名な証人の一人であった。連邦裁判官は創造科学を理科教育で教えることを合衆国憲法に反していると判決した。ルースはリチャード・ドーキンスやフィリップ・ジョンソンとは異なり、宗教と進化の理論を両立させることは可能だという立場を取っている。彼はインテリジェント・デザインの著名な支持者ウィリアム・デムスキーとたびたび議論を行っている。
ルースは学術誌Biology and Philosophyを創刊し、多くの本や記事を執筆している。

## 主要な業績

### 邦訳書
- 『ダーウィンとデザイン -進化に目的はあるのか?』佐倉統、土明文、矢島壮平訳 共立出版 2008年

### 英語
- Darwinism and its Discontents (2006) ISBN 0-521-82947-X
- The Evolution-Creation Struggle (2005) ISBN 0-674-01687-4
- Darwin and Design: Does evolution have a purpose? (2003) ISBN 0-674-01631-9
- The evolution wars: a guide to the debates (2003) ISBN 1-57607-185-5
- Can a Darwinian be a Christian? the relationship between science and religion (2001) ISBN 0-521-63716-3
- Biology and the foundation of ethics (1999) ISBN 0-521-55923-5
- Mystery of mysteries: is evolution a social construction? (1999) ISBN 0-674-00543-0
- But is it science? the philosophical question in the creation/evolution controversy (1996) ISBN 0879754397
- Monad to man: the concept of progress in evolutionary biology (1996) ISBN 0-674-58220-9
- Evolutionary naturalism: selected essays (1995) ISBN 0-415-08997-2
- The Darwinian paradigm: essays on its history, philosophy and religious implications (1989) ISBN 0-415-08951-4
- The Philosophy of biology today (1988) ISBN 0-88706-911-8
- Homosexuality: a philosophical inquiry (1988) ISBN 0-631-17553-9
- Taking Darwin seriously: a naturalistic approach to philosophy (1986) ISBN 0-631-13542-1
- Sociobiology, sense or nonsense? (1st ed. 1979, 2nd ed. 1985) ISBN 90-277-1798-2
- Darwinism defended, a guide to the evolution controversies (1982) ISBN 0-201-06273-9
- Is science sexist? and other problems in the biomedical sciences (1981) ISBN 90-277-1250-6
- The Darwinian revolution (1979) ISBN 0-226-73164-2